# Ulica Mazurska w Szczecinie
Mazurska (do 1945: Preußische Straße) – szczecińska ulica zlokalizowana w dzielnicy Śródmieście, na obszarze Centrum. Część gwiaździstego układu urbanistycznego Centrum.

## Przebieg
Ulica rozpoczyna się na placu Lotników. Następnie krzyżuje się z ulicą marsz. Piłsudskiego, ul. Kujawską, Rayskiego, Podhalańską, Śląską, aleją Jana Pawła II. Ulica kończy swój bieg na placu Odrodzenia. Na całej długości obowiązuje ruch dwukierunkowy. Na skrzyżowaniu z ul. Śląską oraz ul. Rayskiego w ostatnich latach wybudowano niewielkie ronda i wprowadzono ruch okrężny.

## Zabudowa
Zabudowa ulicy Mazurskiej jest obecnie zróżnicowana. Przed wojną przy ulicy wznosiły się zwarte szeregi kilkupiętrowych, eklektycznych kamienic z końca XIX wieku. Alianckie bombardowania Szczecina w czasie II wojny światowej zniszczyły częściowo budynki wznoszące się przy ul. Mazurskiej. Na odcinku pl. Lotników – al. Piłsudskiego na miejscu zniszczonych kamienic w drugiej połowie lat 50. XX wieku powstała część Śródmiejskiej Dzielnicy Mieszkaniowej – socrealistycznego założenia urbanistycznego w centrum Szczecina. Natomiast odcinek al. Piłsudskiego – ul. Śląska zabudowany został blokami z wielkiej płyty. W okresie powojennym powstał także budynek Zespołu Szkół, w skład którego weszły szkoła podstawowa, gimnazjum i liceum (obecnie Centrum Mistrzostwa Sportowego) przy Mazurskiej 42. Na odcinku od ul. Śląskiej do końca ulicy na pl. Odrodzenia zachowała się przedwojenna zabudowa kamieniczna.

## Zdjęcia

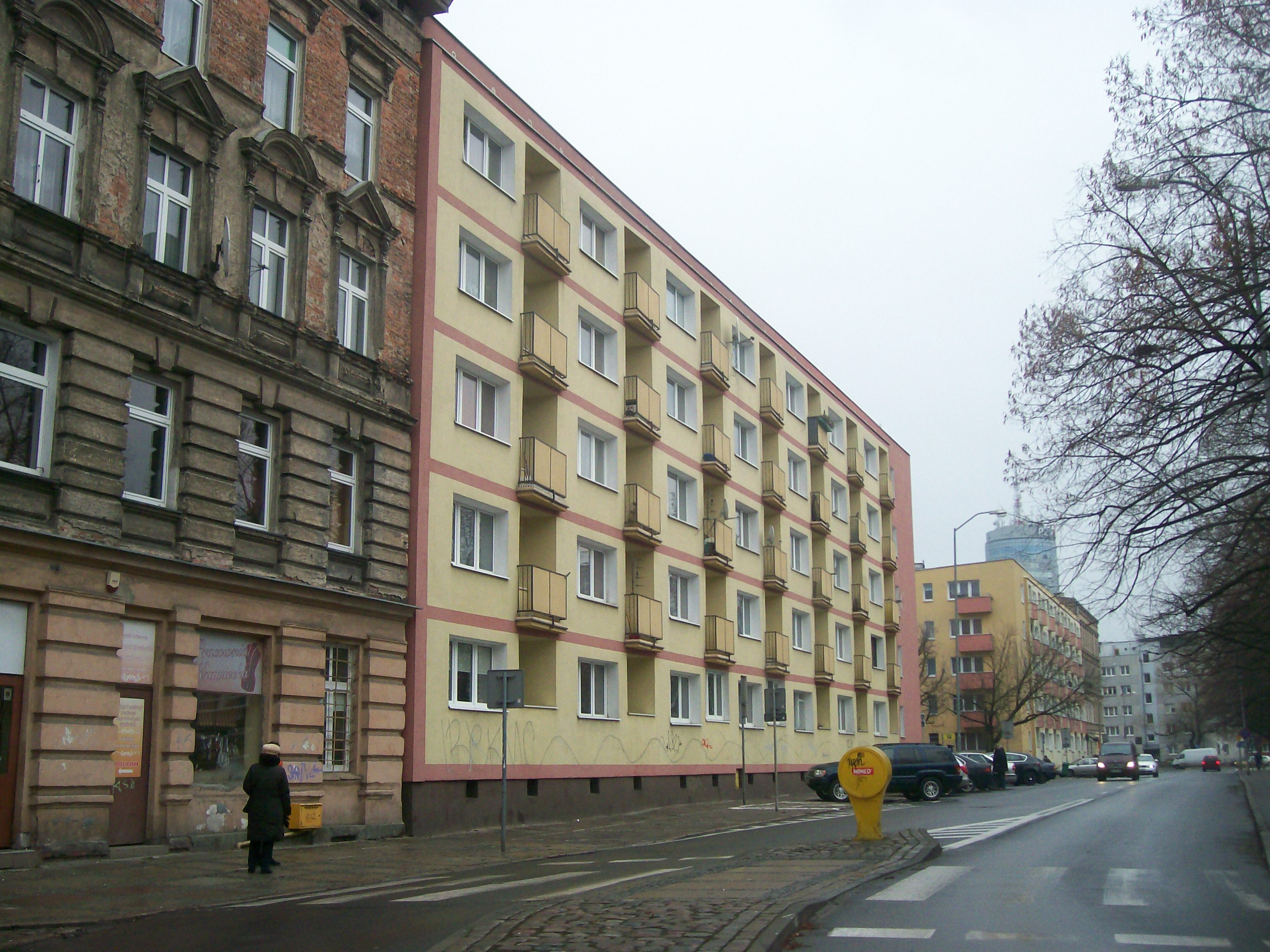
Widok w kierunku ul. Rayskiego
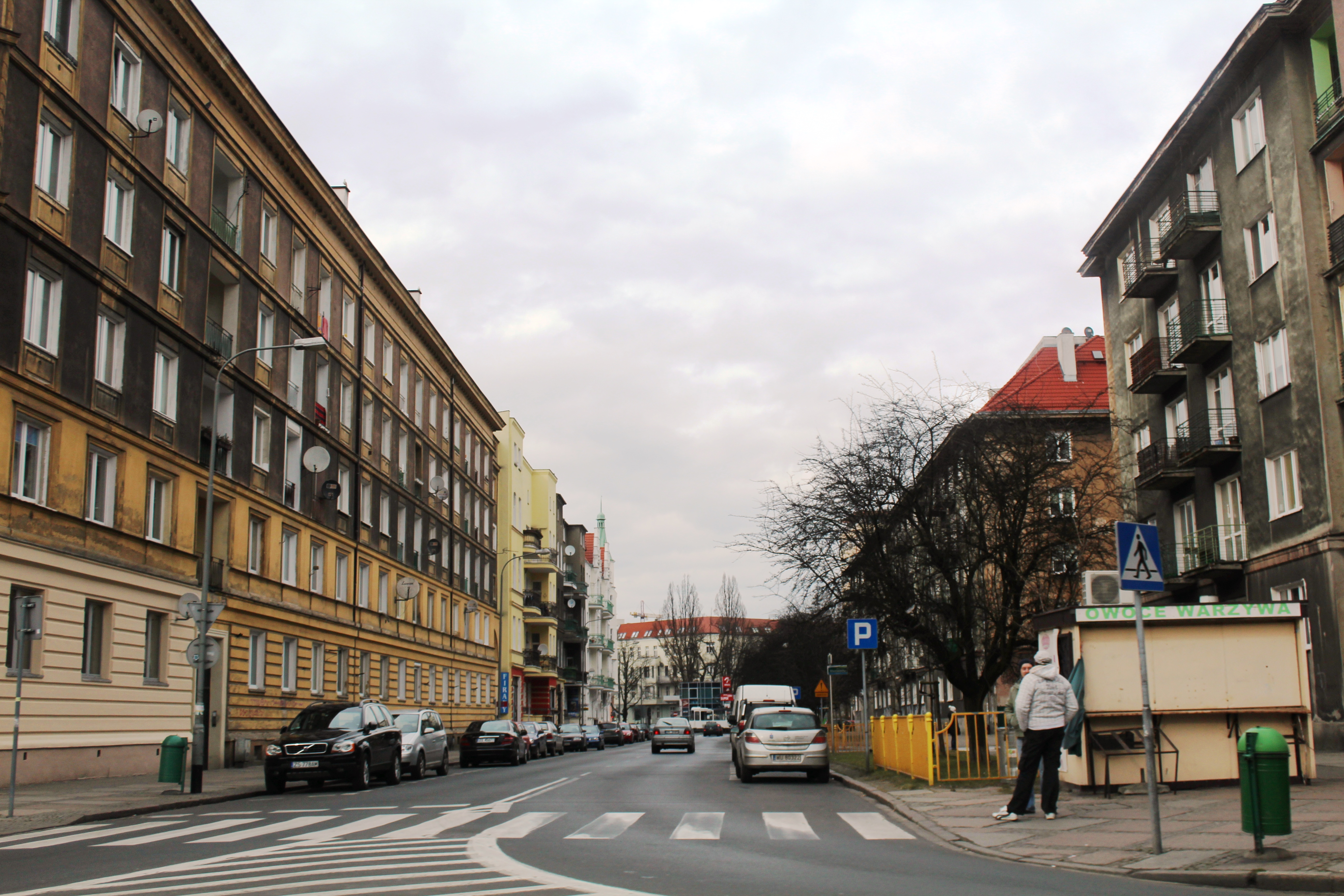
Śródmiejska Dzielnica Mieszkaniowa przy ul. Mazurskiej
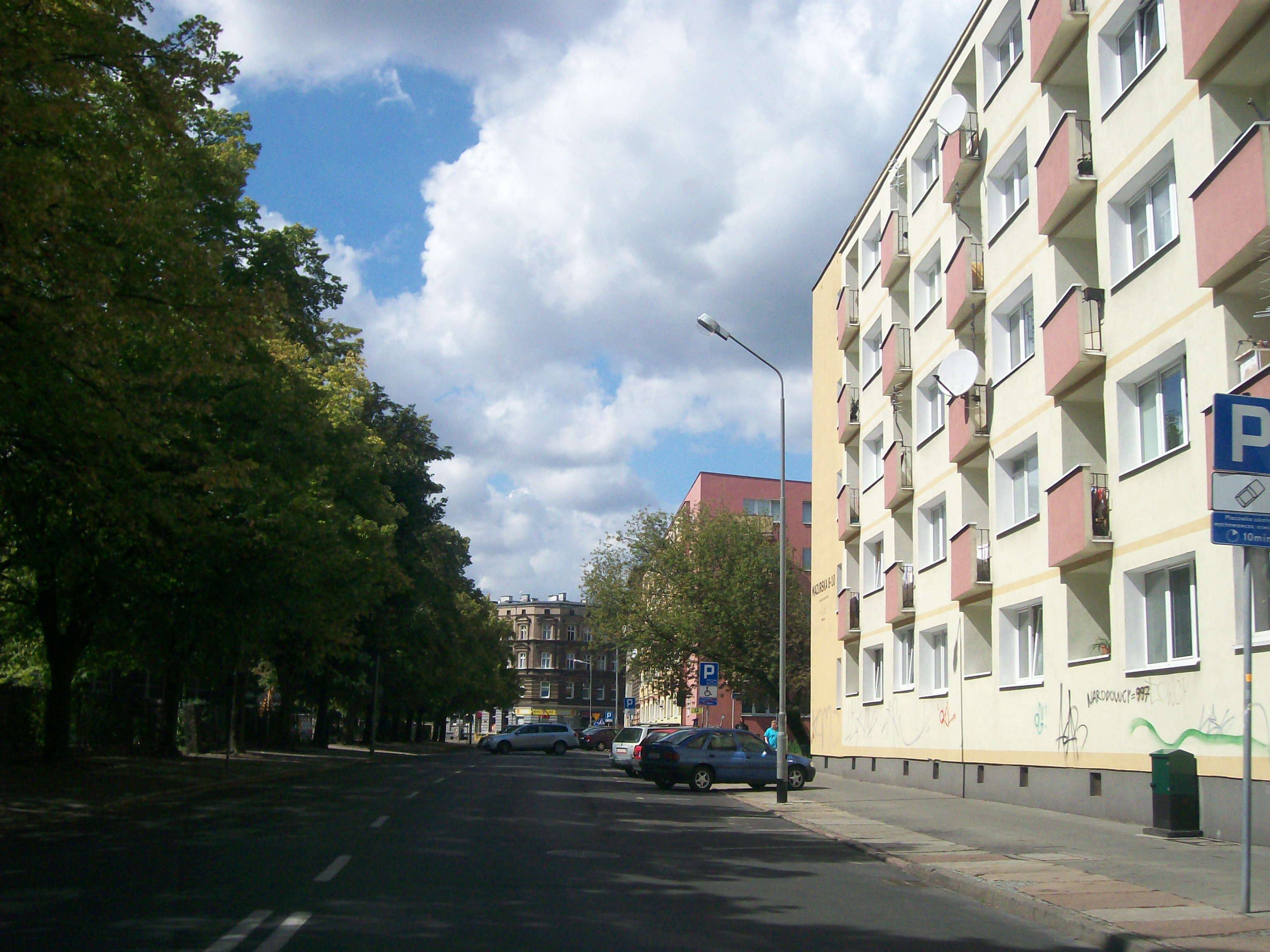
Widok w kierunku skrzyżowania z ul. Śląską
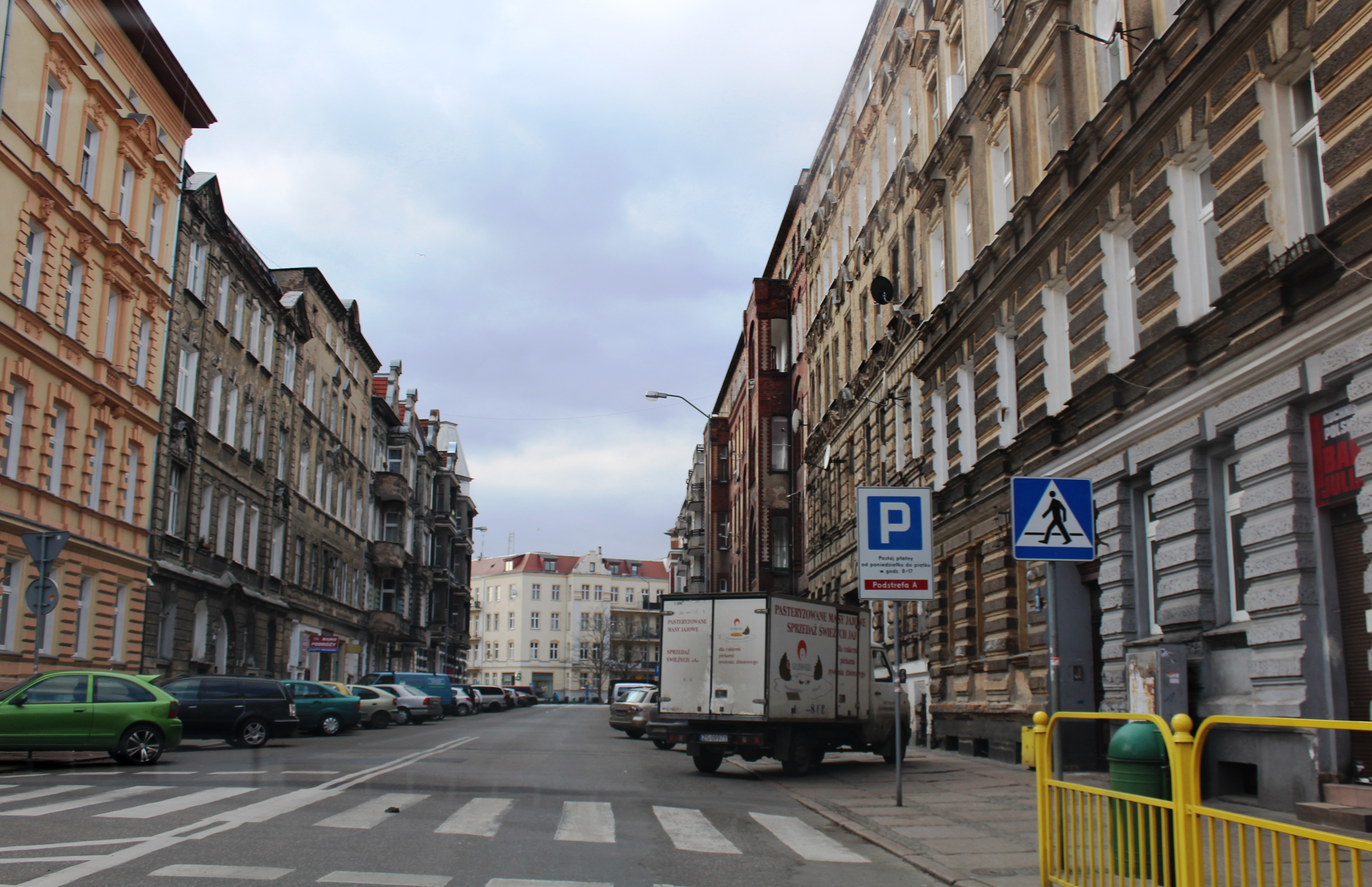
Przedwojenne zabudowania ulicy
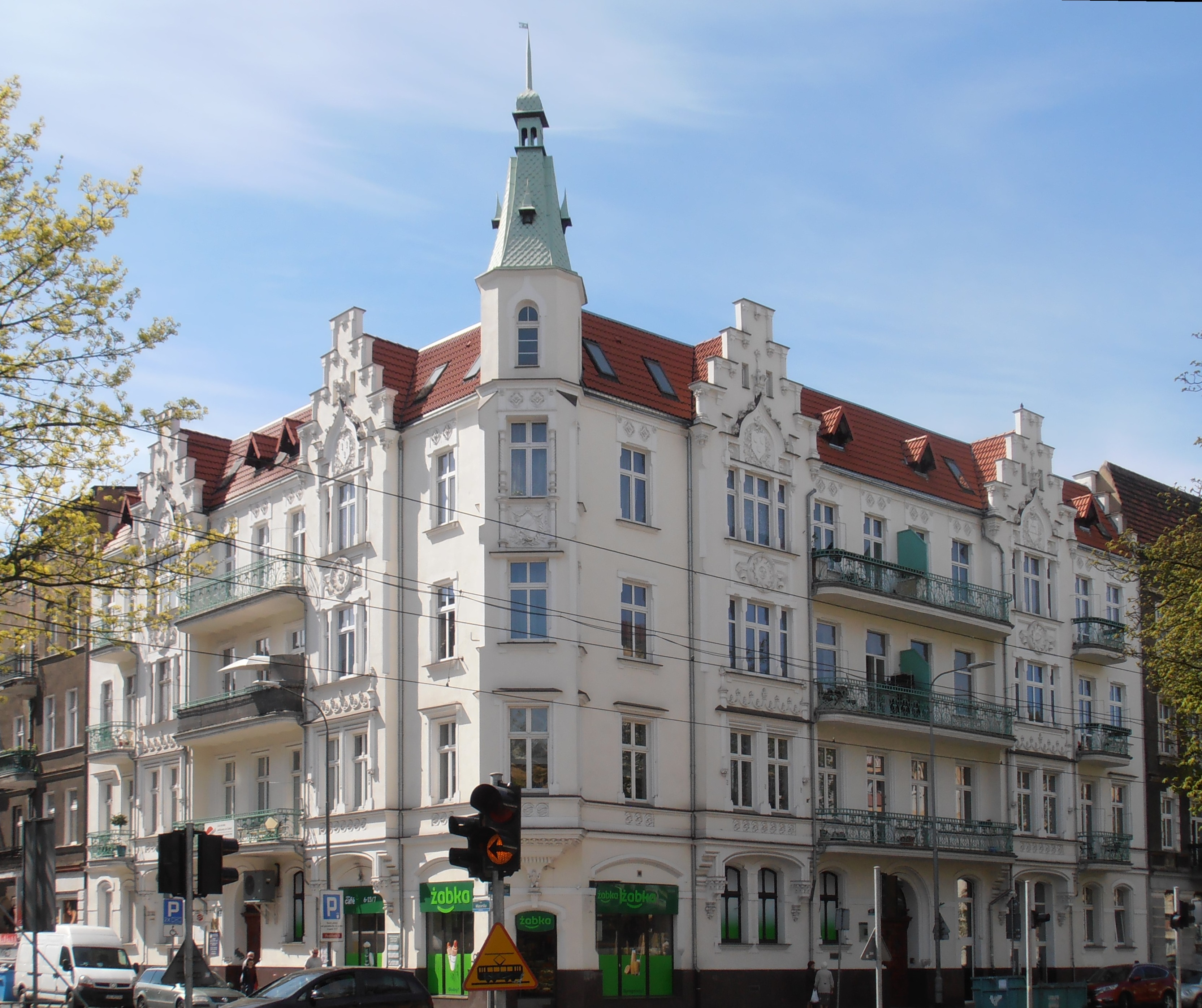
Narożnik z al. marsz. Józefa Piłsudskiego